# Balcis arcuata
Balcis arcuata is een slakkensoort uit de familie van de Eulimidae. De wetenschappelijke naam van de soort is voor het eerst geldig gepubliceerd in 1847 door Leach in Gray.